# 57 Геркулеса
57 Геркулеса (лат. 57 Herculis, HD 153287) — одиночная звезда в созвездии Геркулеса на расстоянии приблизительно 550 световых лет (около 169 парсек) от Солнца. Видимая звёздная величина звезды — +6,276m. Возраст звезды определён как около 1,15 млрд лет.

## Характеристики
57 Геркулеса — оранжево-жёлтый гигант спектрального класса G5III:, или G5, или K0. Масса — около 3,193 солнечных, радиус — около 13,22 солнечных, светимость — около 89,795 солнечных. Эффективная температура — около 5084 K.

## Планетная система
В 2019 году учёными, анализирующими данные проектов HIPPARCOS и Gaia, у звезды обнаружена планета.